# Ácido de Cassella
Ácido de Cassella ou, pela nomenclatura da IUPAC, ácido 7-hidroxinaftaleno-2-sulfônico é o composto orgânico de fórmula química C10H8O4S, massa molecular 224,23. Classificado com o número CAS 92-40-0, EINECS 202-153-0.
É utilizado como intermediário para corantes azoicos.